# Манреса

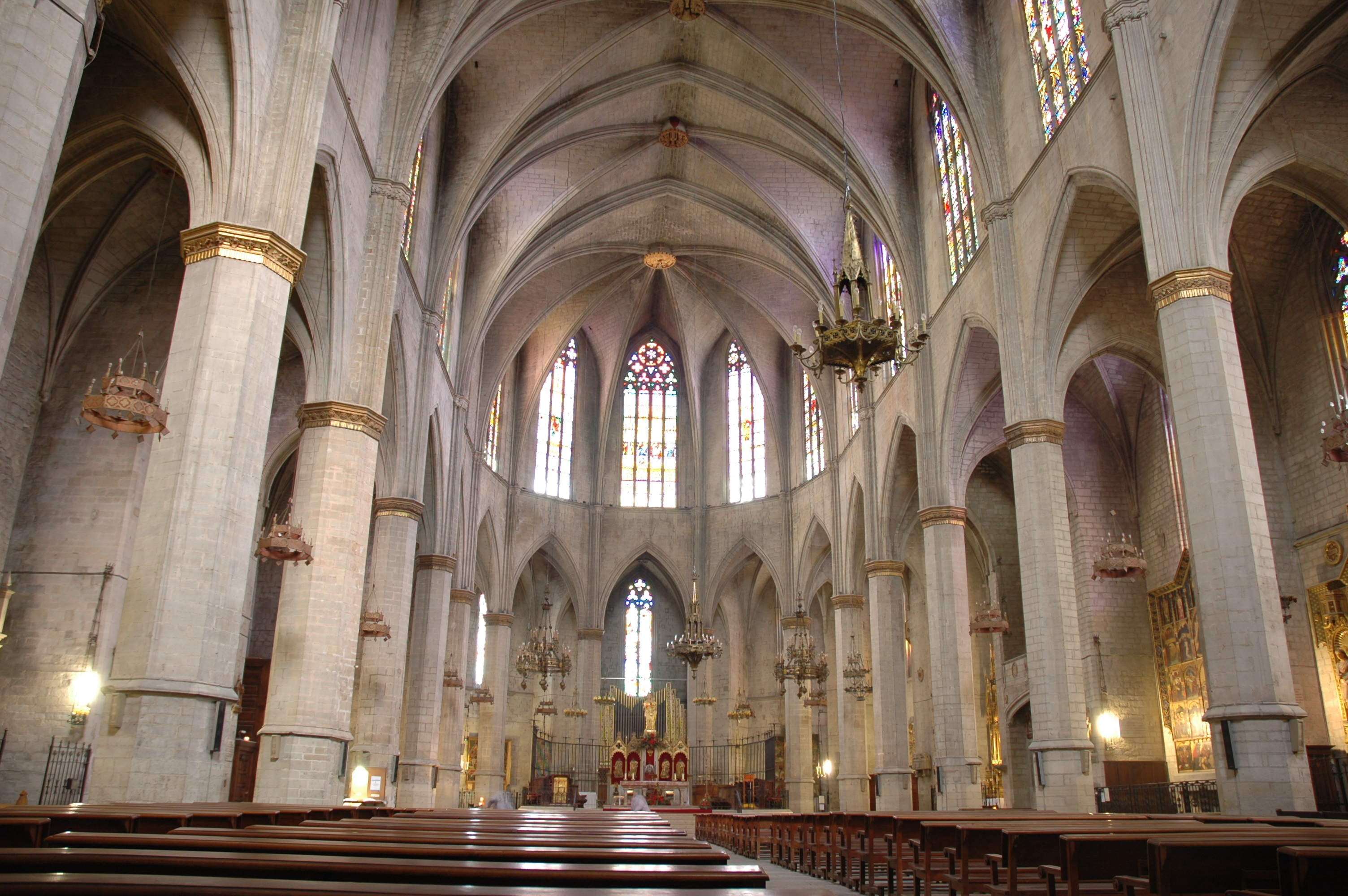
Кафедральный собор Sau de Manresa

Манре́са (исп. Manresa), Манре́за (кат. Manresa) — город в Испании, в автономном сообществе Каталония, в провинции Барселона.
Население — 76 209 человек по данным на 2010 год.
Город Манреса — место католического паломничества, связанного с именем католического святого, основателя ордена иезуитов Игнатия де Лойолы, останавливавшегося здесь для молитвы в 1522 году.
Манреса — индустриальный центр, основу экономики составляют текстильная, металлургическая и стекольная промышленность.